# Phytodietus minutus
Phytodietus minutus là một loài tò vò trong họ Ichneumonidae.